# Gebannt und erlöst (1919)
Gebannt und erlöst ist ein deutsches Stummfilmmelodram von und mit Fern Andra in einer Doppelrolle.

## Handlung
Die junge Fern hat sich mit ihrer Mutter in die Berge begeben, um dort ein wenig Wintersport zu betreiben. Dort macht sie die Bekanntschaft mit dem alerten William Mertens, einem eleganten Sportsmann. Beide verabreden sich zu einem nächtlichen Sportausflug, werden aber schließlich dazu genötigt, eine Skihütte als Unterkunft aufzusuchen. Es kommt wie es kommen muss: beide jungen Leute verlieben sich ineinander. Doch William scheint eine dunkle Vergangenheit zu haben und wird wenig später von der Polizei wegen Mordes an einer anderen Frau verhaftet. Das nocturne Stelldichein hat neun Monate später Folgen für Fern, sie wird Mutter und bekommt das Kind auf dem Lande. Bald darauf kehrt sie in die Stadt zurück und überlässt ihr Baby den Bauersleuten zwecks Aufzucht.
Ihre Tochter, ebenfalls Fern, ist nach 18 Jahren zu einer jungen Frau herangereift. Eines Tages lernt sie Ernst, den Sohn der Bauersleut’, kennen, der seit jungen Jahren fern von daheim von einem Mönch aufgezogen und in der Malkunst ausgebildet wurde. Nachdem er gehört hat, dass Fern jr. bei seinen Eltern aufgewachsen ist, nimmt er an, dass es sich dabei um seine nachgeborene kleine Schwester handeln müsse. Wie schade, denkt er sich, denn natürlich hat er sich sofort in sie verliebt. Die kleine Fern ist darüber derart enttäuscht, dass sie einen stummfilmhaften Ausweg sucht: sie will sich umbringen. Doch Ernst rettet sie im letzten Augenblick, und Fern erfährt von ihrer Mutter die wahren Hintergründe ihrer Herkunft. Beide jungen Leute versuchen angesichts derart großen Abstammungselends ihr Glück gemeinsam irgendwo in der Fremde zu suchen.

## Produktionsnotizen
Gebannt und erlöst entstand im Berliner Fern-Andra-Atelier in der Chausseestraße 42. Die Länge des Sechsakters betrug 2053 Meter. Die Uraufführung erfolgte in der zensurlosen Zeit im Juni 1919 im Berliner Marmorhaus. Nach der wiedererstandenen Filmzensur wurde Gebannt und erlöst selbiger am 13. Mai 1921 vorgelegt mit Jugendverbot belegt.

## Kritik
„… ein neuer Fern-Andra-Schlager in sechs Akten, Gebannt und erlöst, der die Geschichte einer verirrten Menschenseele zum Gegenstand des Inhaltes hat. Fern Andra als Verfasserin und Hauptdarstellerin nimmt natürlich den breiten Raum ein, in dem sich das Ensemble nebenfigürlich bewegt. Die Mitverwendung prächtiger Gletscher- und Firnenpartien geben dem Filmwerk eine schöne Bildwirkung. Ein seelisches Gemälde, das von Fern Andra kinowirksam dargestellt ist und sicher beim Publikum großen Beifall finden wird, dies umsomehr, als auch die technische Ausführung gelungen ist.“